# 昌河飞机工业集团
昌河飞机工业集团有限责任公司是中国一家直升机制造企业，成立于1969年，总部位于江西省景德镇市珠山区，隶属于中国航空工业集团公司。

## 历史沿革
- 2023年7月19日，中直股份（上交所：600038）公告，拟向中航科工发行股份购买其持有的昌飞集团92.43%的股权、哈飞集团80.79%的股权，拟向航空工业集团发行股份购买其持有的昌飞集团7.57%的股权、哈飞集团19.21%的股权，交易价格为50.78亿元。本次交易完成后，昌飞集团、哈飞集团将成为中直股份全资子公司[2]。

## 主要產品
- 直-8
- 直-10
- 直-11
- 直-18
- AC311
- AC313
- 阿古斯塔韋斯特蘭AW109直升機
- 西科斯基S-76機身
- 西科斯基S-92尾槳塔

## 圖片

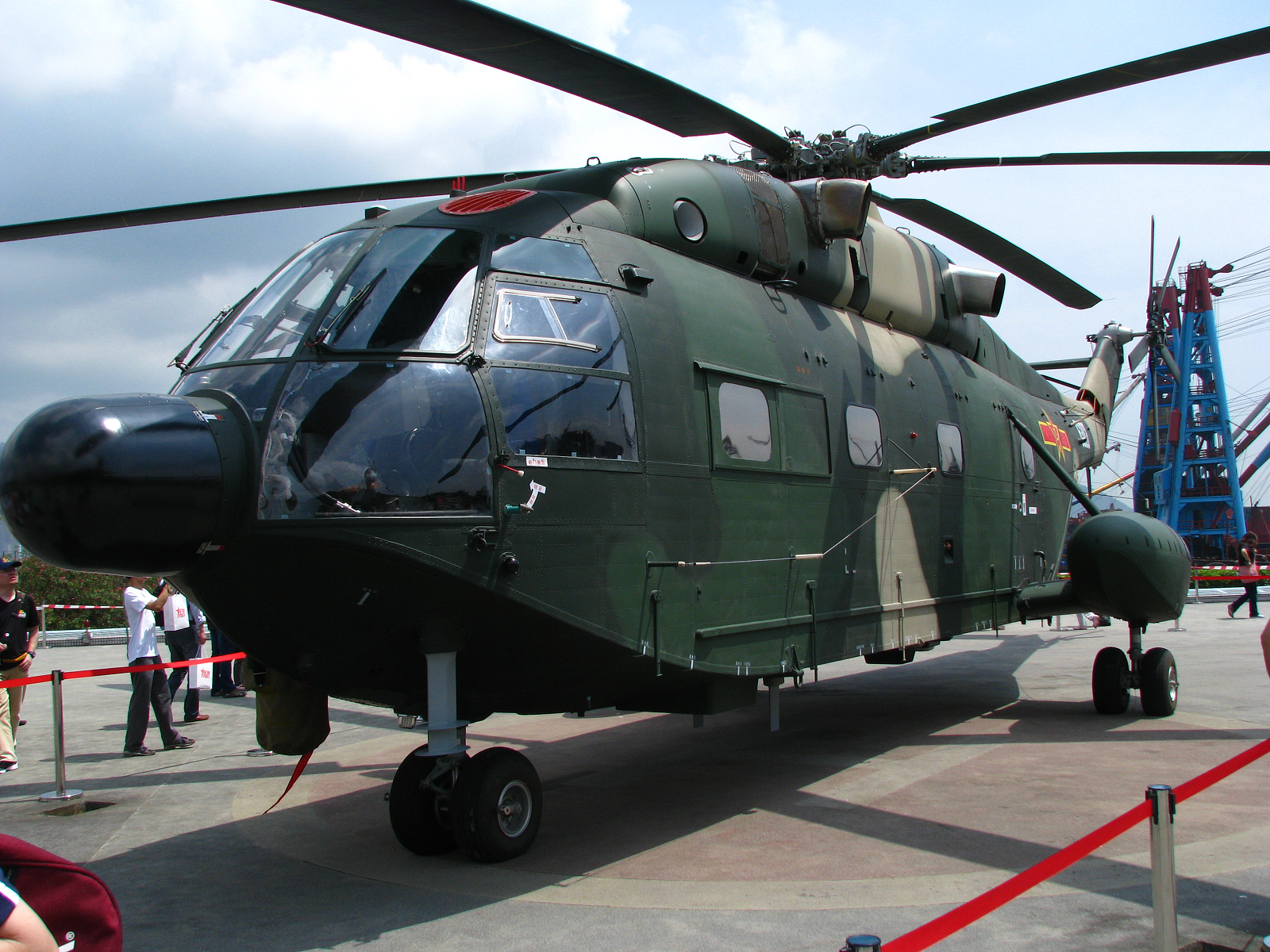
中國人民解放軍駐港部隊的直-8直昇機。
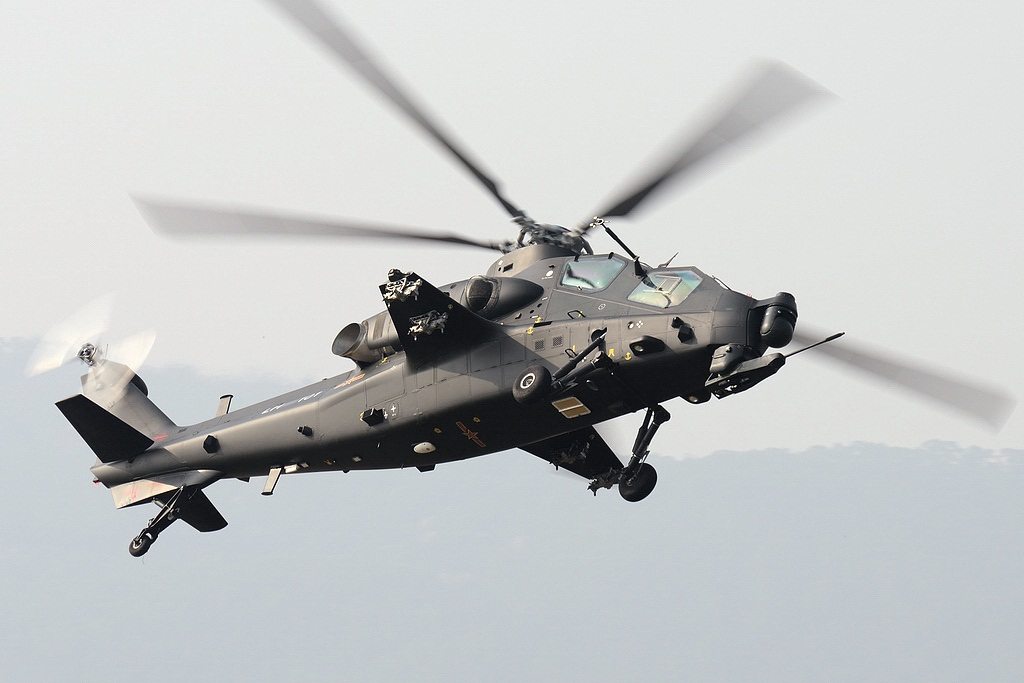
中國人民解放軍陸軍航空兵的直-10武裝直昇機，攝於2012年珠海航展。
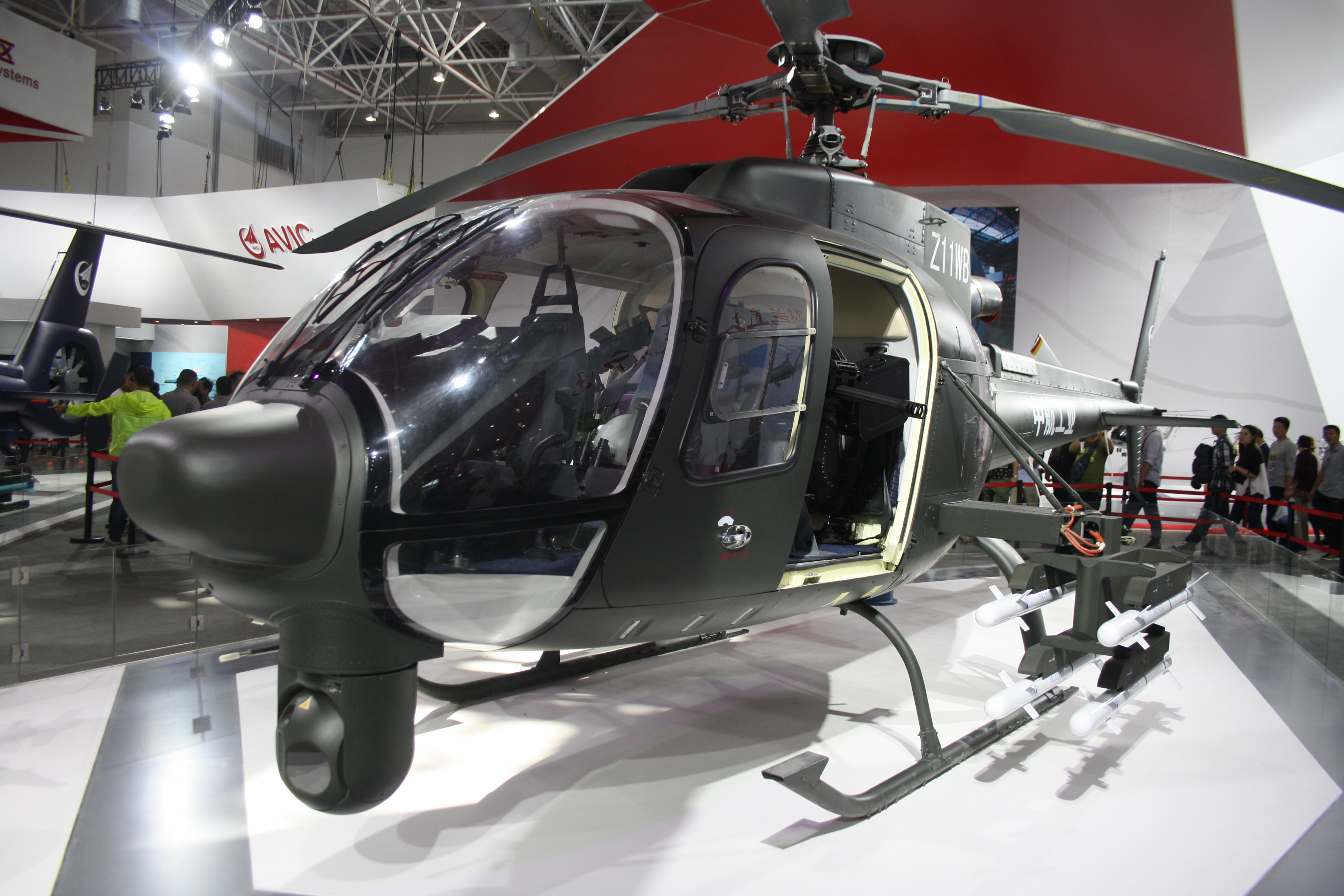
直-11WB位於2016年珠海航展展台